# 2814 Vieira
2814 Vieira је астероид главног астероидног појаса са средњом удаљеношћу од Сунца која износи 2,868 астрономских јединица (АЈ).
Апсолутна магнитуда астероида је 12,6.